# Hof (Vestfold)
Hof is een voormalige gemeente in de Noorse provincie Vestfold. De gemeente telde 3176 inwoners in januari 2017. Hof werd per 1 januari 2018 toegevoegd aan de gemeente Holmestrand.

## Plaatsen in de gemeente
- Hof
- Sundbyfoss

Færder · Holmestrand · Horten · Larvik · Sandefjord · Tønsberg

Voormalige gemeente: Andebu · Hof · Lardal · Nøtterøy · Re · Sande · Stokke · Svelvik · Tjøme